# Chaim Vital

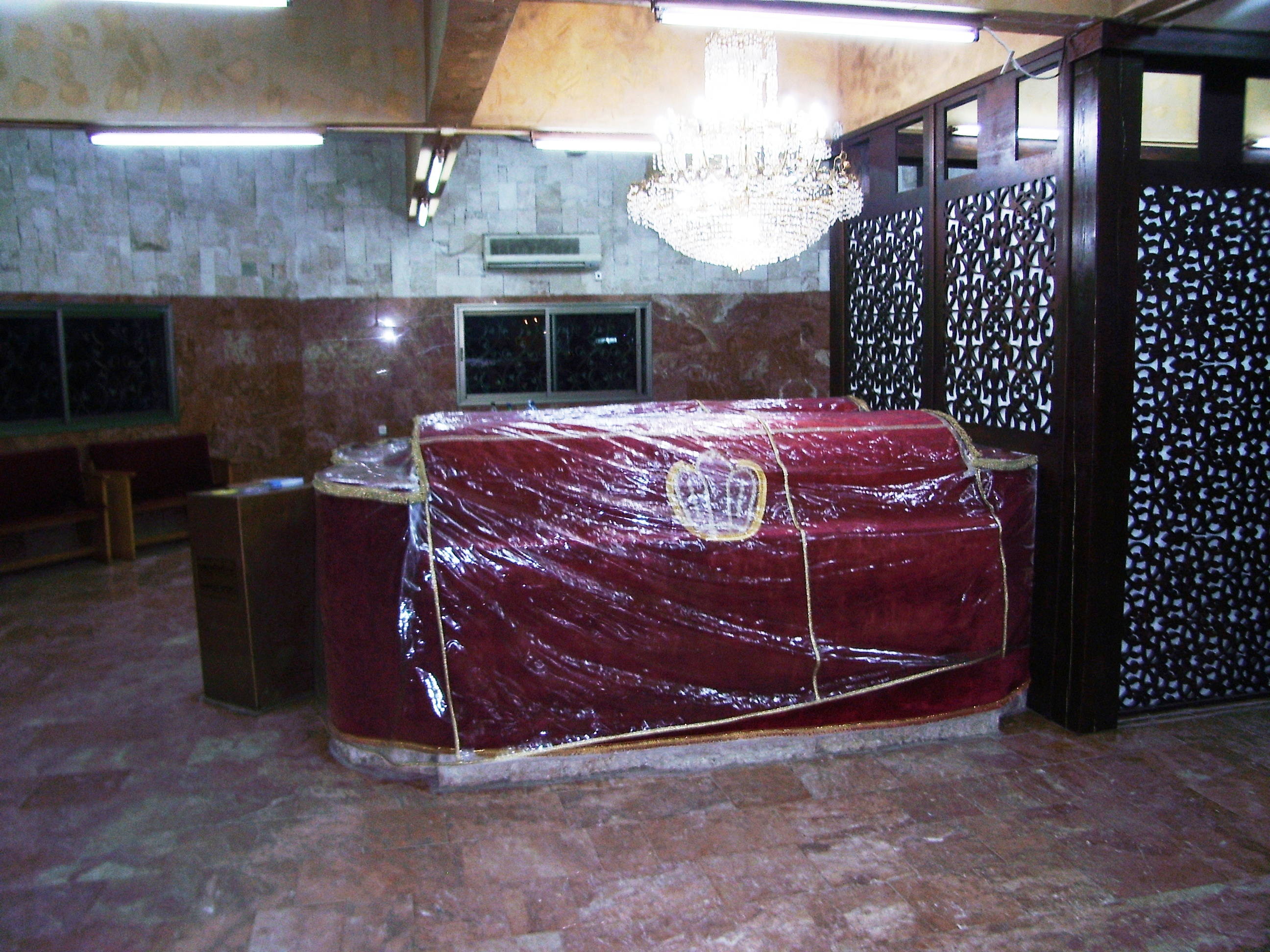
Grabstein Chajim ben Joseph Vitals in Kirjat Mal’achi

Chajim ben Joseph Vital, hebräisch: רָבִּי חַיִּים בֶּן יוֹסֵף וִיטָאל (geboren 1542/43 bzw. 5302/3 in Safed, Palästina; gestorben 1620 bzw. 5380 in Damaskus) war Rabbiner und einer der einflussreichsten Kabbalisten Palästinas seiner Zeit. Er war Anhänger und Ausleger der Kabbala Isaak Lurias, aber auch sein früherer Lehrer Rabbi Moshe Cordovero prägte sein Wirken.

## Leben
Das Leben von Chajim Vital ist durch zahlreiche Legenden überwuchert, von denen gesicherte Informationen unterschieden werden müssen. Seine Familie stammte wahrscheinlich aus Kalabrien. Das legt jedenfalls sein Beiname und der seines Vaters – Joseph Vital – nahe („Calabrese“). Seine erste Ausbildung erhielt er von Moshe Alshekh in der Halacha bereits ab dem Alter von 14 Jahren. Danach beschäftigte er sich unter anderem mit der Alchemie, was er jedoch bereits unter seinem nächsten Lehrer wieder aufgab. Ab 1564 lernte er die Kabbala nach Moshe Cordovero. Um das Jahr 1570 hin wurde Vital Anhänger Isaak Lurias bis zu dessen frühem Tod. Von 1577 bis 1585 lebte er als Rabbi und Leiter einer Jeschiwa in Jerusalem. Danach kehrte er nach Safed zurück, wo er bis 1592 blieb. Hiernach ging er erneut nach Jerusalem und kurz darauf (1596) nach Damaskus, wo er Rabbiner der dortigen sizilianischen Gemeinde wurde und später auch starb.
Wiederholt versammelte er um sich weitere Kabbalisten. So verpflichtete er 1575 zwölf weitere Schüler Lurias, um die lurianische Kabbala ausschließlich nach seiner Auslegung weiter zu studieren. Auch um sein Lebensende herum umgab ihn eine Gruppe von Kabbalisten. Zeit seines Lebens erkrankte Vital zwei Mal schwer. Das erste Mal (1587) soll zu einer zeitweiligen Bewusstlosigkeit Vitals geführt haben. Die zweite Erkrankung (1604) verursachte eine teilweise Erblindung Vitals. Während seiner Zeit in Jerusalem war er anscheinend als Gelehrter zeitweise (ab 1594) von der Steuerpflicht befreit. Er folgte hierher möglicherweise in die Stellung Betsalel Aschkenazis, der zwischen 1591 und 1595 gestorben war.

## Schriften (Auswahl)
Sein Werk besteht zum einen aus Auslegungen der Kabbala Lurias (ausführlich in Ez ha-Chajim). So trug er maßgeblich zur Verbreitung von dessen Lehre – insbesondere im Chassidismus, aber auch in der europäischen Philosophie des 17. und 18. Jahrhunderts – bei. Zum anderen verfasste er Talmud-Kommentare, kabbalistische Predigten, ethische Abhandlungen sowie auch ein Buch über Astronomie. Er erklärte sich zum einzig rechten Interpreten Lurias und lehnte dabei auch konkurrierende Schriften explizit ab. Sein Sohn Samuel (der die Schriften Vitals erbte) veröffentlichte Erzählungen über Träume seines Vaters unter dem Titel Shivḥe R. Ḥayyim Vital. Derselbe verfasste aus der ersten Fassung des Lebensbaums ebenfalls eine Darstellung der lurianischen Kabbala unter dem Titel Shemonah She‘arim (Die acht Pforten), welches sich besonders unter sephardischen Kabbalisten großer Beliebtheit erfreute. Schon zu Lebzeiten Vitals wurden zahlreiche Abschriften seiner Werke verfasst, was die Überlieferung bis heute komplex gestaltet. Zudem werden verschiedene Schriften anderer Schüler Lurias fälschlicherweise Vital zugeschrieben. Das Werk Vitals stellt die Grundlage für die Edition und Darstellung lurianischer Kabbala unter anderem von Jacob Zemach, Meir Poppers, Abraham Azulai oder Nathan Nata Spira dar. Selbst hat Isaak Luria keine bis heute erhaltenen Manuskripte hinterlassen. Dessen System der Kabbala war bedeutend komplexer als vorangegangene Formen, was Vital auch dezidiert betonte.
- Sefer ha-Chezjonot (Buch der Visionen)
- Ez ha-Chajim (Lebensbaum)
- Ez ha-Da‘at (Baum des Wissens)
- Sefer ha-Techunah (Buch der Astronomie)
- Sha'ar ha Gilgulim (Tor der Reinkarnationen, שער הגלגולים)

### Moderne Literatur
- Chajim Bloch: Lebenserinnerungen des Kabbalisten Vital. Wien 1927.
- J. H. (Yossi) Chajes: Imaginative Thinking with a Lurianic Diagram. In: Jewish Quarterly Review. 101, Nr. 1 2020, S. 30–63.
- Abraham David: To Come to the Land: Immigration and Settlement in Sixteenth-Century Eretz Yisrael. Tuscaloosa 1999, S. 147, 148.
- Lawrence Fine: Physician of the soul, healer of the cosmos. Isaac Luria and his kabbalistic fellowship. Stanford University Press, Stanford 2003, ISBN 0-8047-3825-4, speziell zu Vital siehe Index.
- Michael Heinzmann: Vital. In: Hans Dieter Betz e.a. (Hrsg.): Religion in Geschichte und Gegenwart 4 Online. Mohr Siebeck, Tübingen 1998–2007.
- Gershom Scholem: Von der mystischen Gestalt der Gottheit. Studien zu Grundbegriffen der Kabbala. Zürich 1962.
- Giuseppe Veltri: Chajim ben Joseph Vital. In: Andreas B. Kilcher, Ottfried Fraisse und Yosef Shṿarts (Hrsg.): Metzler Lexikon jüdischer Philosophen. Philosophisches Denken des Judentums von der Antike bis zur Gegenwart. Metzler, Stuttgart 2003, ISBN 3476017079

### Ausgaben
- A. Z. Aeshcoly (Hrsg.): Sefer ha-Iiezyonol. Jerusalem 1954.
- James David Dunn (Hrsg.): Window of the Soul. The Kabbalah of Rabbi Isaac Luria; selections from Chayyim Vital / translated by Nathan Snyder; edited and with an introduction by James David Dunn. Red Wheel Weiser, Cork 2008, ISBN 978-1-578-63428-6